# Ministère des Régions
Le ministère des Régions est un ancien ministère du gouvernement du Québec qui a existé entre le 1er avril 1998 et le 29 avril 2003 chargé du développement local et régional.
Le ministère est de facto aboli le 29 avril 2003 lorsque la fonction ministérielle est abandonnée, mais aboli de jure le 23 mars 2004 lorsque la Loi sur le ministère du Développement économique et régional et de la Recherche entre en vigueur.

## Historique

### Constitution (1996-1998)
Au printemps 1996 le gouvernement gouvernement Bouchard annonce vouloir créer un ministère des Régions pour faire contrepoids au ministère de la Métropole, alors en voie d'être créé.
Le gouvernement Bouchard adopte en avril 1997 une Politique de soutien au développement local et régional qui prévoit la création d'un ministère distinct en remplacement du Secrétariat au développement des régions, créé en 1992 et rattaché au ministère du Conseil exécutif depuis 1996,.
Le document prévoit également l'établissement d'un centre local de développement (CLD) dans chaque municipalité régionale de comté, 103 CLD étaient accrédités à la fin de la première année d'existence du ministère.
Le réseau des 17 conseils régionaux de développement (CRD), soit un par région administrative, constitue un des autres acteurs reconnus par la Politique d'avril 1997 et la loi constitutive du ministère, votée en décembre 1997.
La loi constitutive institue également le Fonds de développement régional, administré par le ministère qui attribue des financements pour des projets recommandés par les CRD.
Au moment de la création du ministère il n'y avait plus aucune entente active entre le gouvernement du Canada et le gouvernement du Québec portant sur le développement régional,.

### Ministère distinct (1998-2003)
Le ministère entre en opération le 1er avril 1998 en remplacement du Secrétariat au développement  des régions. Le ministère est doté dans sa première année d'opérations d'un budget de 132 millions de dollars et 149 postes répartis entre un siège social et 15 bureaux régionaux.

### Identité visuelle (logotype)

Logo de 1999 à juin 2001.
Logo de juin 2001 à avril 2003.

## Liste des ministres
| Titulaire Parti                                   | Titulaire Parti                                   | Début                                             | Fin                                               | Cabinet  |
| ------------------------------------------------- | ------------------------------------------------- | ------------------------------------------------- | ------------------------------------------------- | -------- |
| Ministre responsable du Développement des Régions | Ministre responsable du Développement des Régions | Ministre responsable du Développement des Régions | Ministre responsable du Développement des Régions | Bouchard |
|                                                   | Guy Chevrette Parti québécois                     | 29 janvier 1996                                   | 31 mars 1998                                      | Bouchard |
| Ministre des Régions                              |                                                   |                                                   |                                                   | Bouchard |
|                                                   | Guy Chevrette Parti québécois                     | 1er avril 1998                                    | 23 septembre 1998                                 | Bouchard |
|                                                   | Jean-Pierre Jolivet Parti québécois               | 23 septembre 1998                                 | 7 mars 2001                                       | Bouchard |
|                                                   | Gilles Baril Parti québécois                      | 8 mars 2001                                       | 12 février 2002                                   | Landry   |
|                                                   | Rémy Trudel Parti québécois                       | 13 février 2002                                   | 29 avril 2003                                     | Landry   |